# بوبي كيج
بوبي كيج (بالإنجليزية: Bobby Gage)‏ هو لاعب كرة قدم أمريكية أمريكي، ولد في 15 يناير 1927 في تشيستر في الولايات المتحدة، وتوفي في 19 أبريل 2005 في غرينفيل في الولايات المتحدة بسبب نوبة قلبية.

## وصلات خارجية
- بوبي كيج على موقع مرجع كرة القدم المحترفة.كوم (الإنجليزية)